# Longitarsus cotulus
Longitarsus cotulus är en skalbaggsart som beskrevs av Willis Blatchley 1914. Longitarsus cotulus ingår i släktet Longitarsus och familjen bladbaggar. Inga underarter finns listade i Catalogue of Life.